# モメンタム (漫画)
『モメンタム』は、濱口裕司による日本の漫画作品。高校バスケットボール部を描いた作品で、『週刊少年チャンピオン』（秋田書店）において、2011年9号から同年34号まで連載された。
タイトルの「モメンタム」とは、「流れを変える者」の意味である。

## あらすじ
明美中学校バスケットボール部の補欠選手・名和菊苗は、才能はあるがルールをまともに覚えていないために試合に出してもらえず、試合会場の外で1人練習をしていた。そこへたまたま通りかかった専福寺高校バスケットボール部の選手泉宗介が彼と1対1の試合を行い、その奇抜なプレーを買った宗介は、「来年、ウチで一緒にやろうよ」と菊苗を誘う。そして翌年春。専福寺高校に入学した菊苗は専福寺高校バスケ部に入部する。しかし、彼を誘った当の宗介は前年に試合中に急死しており、さらに、宗介のいないバスケ部に興味を失い、わざとバスケ部を廃部に追い込もうとするキャプテン・南の姿があった。

## 登場人物
名和 菊苗（なわ きくなえ）
主人公。専福寺高校1年。宗介に誘われたのをきっかけに専福寺高校に入学、バスケ部に入部する。身体能力は高いが、ルールをまともに知らないため、中学時代は試合に出してもらえなかった。
泉 宗介（いずみ そうすけ）
専福寺高校1年(当時)。中学生だった菊苗の才能に惚れ込み、彼を専福寺高校バスケ部に誘うが、その年の試合中に倒れ、急死した。
南 京一（みなみ きょういち）
専福寺高校2年。親友の宗介とともに専福寺高校バスケ部を創設、キャプテンを務める。しかし、宗介の死後、宗介のいないチームに興味はないと、バスケ部をわざと廃部に追い込むべく、新入部員に4対1でディフェンスをさせるという無謀なテストを行おうとする。

## 単行本
少年チャンピオン・コミックスより刊行。
1. 2011年6月8日発売 ISBN 978-4-253-20566-5